# II Giochi della Croce del Sud
I II Giochi della Croce del Sud (es. II Juegos Deportivos Cruz del Sur), sono stati la seconda edizione dei Giochi sudamericani e si disputarono nella città di Rosario, Argentina, dal 26 novembre al 5 dicembre 1982.
Alcune delle gare previste furono tuttavia disputate in altre città argentine quali Santa Fe, Buenos Aires ed Esperanza. I secondi giochi furono gli ultimi che utilizzarono la denominazione Juegos Deportivos Cruz del Sur ("Giochi della Croce del Sud"), per poi assumere l'attuale denominazione ("Giochi sudamericani") sempre sotto il patrocinio della Organización Deportiva Sudamericana (ODESUR).

## Paesi partecipanti
La competizione crebbe rispetto alla precedente edizione, vedendo la partecipazione anche di Colombia e Venezuela, e passando dai 480 atleti della prima edizione ai 961 presenti a Rosario.
- Argentina
- Brasile
- Bolivia
- Cile
- Colombia
- Ecuador
- Perù
- Paraguay
- Uruguay
- Venezuela

## Sport
Il numero di sport, parallelamente all'espansione della manifestazione, passò da 16 a 19. Si aggiunsero le discipline di pattinaggio, canottaggio e tennistavolo, mentre uscirono gli sport equestri.
- Atletica leggera
- Baseball
- Calcio
- Canottaggio
- Ciclismo
- Ginnastica artistica
- Judo
- Lotta
- Nuoto
- Pallacanestro
- Pallavolo
- Pattinaggio
- Pugilato
- Scherma
- Sollevamento pesi
- Tennis
- Tennistavolo
- Tiro
- Vela

## Medagliere
L'Argentina come paese ospitante la manifestazione, dominò il medagliere, seguita dal Cile in seconda posizione. Il Brasile fu superato al terzo posto dal Perù per una sola medaglia d'oro.
La tabella è ordinata per numero di ori, argenti e bronzi. A parità di medaglie, i paesi sono disposti in ordine alfabetico.
| #      | Nazione   | Oro | Argento | Bronzo | Totale |
| ------ | --------- | --- | ------- | ------ | ------ |
| 1      | Argentina | 114 | 92      | 66     | 272    |
| 2      | Cile      | 37  | 51      | 47     | 135    |
| 3      | Perù      | 30  | 18      | 27     | 75     |
| 4      | Brasile   | 29  | 34      | 12     | 75     |
| 5      | Uruguay   | 13  | 17      | 21     | 51     |
| 6      | Ecuador   | 11  | 14      | 12     | 37     |
| 7      | Venezuela | 8   | 6       | 13     | 24     |
| 8      | Colombia  | 6   | 2       | 6      | 14     |
| 9      | Bolivia   | 1   | 1       | 8      | 10     |
| 10     | Paraguay  | 0   | 3       | 3      | 6      |
| Totale | Totale    | 249 | 235     | 215    | 699    |